# Језурени (Горж)
Језурени (рум. Iezureni) насеље је у Румунији у округу Горж у општини Таргу Жиу. Oпштина се налази на надморској висини од 235 m.

## Становништво
Према подацима из 2002. године у насељу је живело 594 становника, од којих су сви румунске националности.